# مسير العدواني
مسير العدواني، مدرب كرة قدم كويتي.
درب نادي النصر الكويتي في عام 2006، وفي 1 ابريل 2008 عاد إلى تدريب نادي النصر الكويتي خلفا للمدرب البرتغالي فرناندو ماركيز.